# 181 до н. е.

## Події
- Консули Публій Корнелій Цетег (патрицій) і Марк Бебій Тамфіл (плебей) (за Титом Лівієм, консул Публій Корнелій Лентул)[1].
- 181 (183) — заснування римської колонії Аквілея (СВ Італія).
- Похід Філіпа на Балкани.

## Китай
- Імператором став Лю Хен (文帝).
- Знищення князів роду Люй.

## Великий степ
- Війна Хуннів і Юечжі.
- Сармати проникають до Причорномор'я.

## Померли
- Люй Чжи